# Cees van Oyen
Cornelis Petrus (Cees) van Oyen (Leiden, 9 maart 1936 – aldaar, 9 november 2007) was een Nederlands acteur, stemacteur en cabaretier.
Van Oyen begon zijn carrière in 1961 in de Kleinkunstcursus van de Nederlandse Radio Unie (NRU). Hij was te zien in Hadimassa en te horen in diverse hoorspelen. In 1971 nam hij tijdelijk de rol over van Cor Witschge als Pipo de Clown in de kinderserie Pipo op Bizarra, nadat Witschge wegens een salarisconflict bedankte. Ook was Van Oyen te zien in de theatervoorstelling van deze serie. Het publiek accepteerde de 'nieuwe' Pipo echter niet, waarna Witschge in de eerstvolgende serie terugkeerde. Als acteur had hij verder kleine rollen in De Peetmoeder, Schatjes!, De Avonden en De Johnsons.
Van Oyen sprak stemmen in voor onder andere Suske en Wiske, Calimero en Sesamstraat. In Suske en Wiske leende hij zijn stem aan professor Barabas en in Sesamstraat aan Snuffy. Hij overleed in 2007 op 71-jarige leeftijd en werd begraven op de Leidse begraafplaats Rhijnhof.